# Amerikansk gråhäger
Amerikansk gråhäger (Ardea herodias) är en nordamerikansk fågel i familjen hägrar.

## Utseende
Med en höjd mellan 102 och 127 centimeter och ett vingspann på upp till två meter är arten den största medlem av familjen i Nordamerika. I södra Florida finns en helvit variant med gula ben som vissa anser vara en egen art.

## Utbredning och systematik
Amerikanska gråhägern förekommer i Nordamerika, Västindien och Centralamerika men även i Galápagosöarna. Arten delas in i fem underarter med följande utbredning:
- herodias-gruppen 
  - Ardea herodias fannini – sydöstra Alaska till kustnära Washington
  - Ardea herodias herodias – södra Kanada till södra Baja California och Centralamerika
  - Ardea herodias wardi – sydcentrala USA till Golfkusten och Florida
  - Ardea herodias cognata – Galápagosöarna
- Ardea herodias occidentalis – södra Florida genom Västindien till öar utanför Venezuela

Individerna som förekommer i norra delen av utbredningsområdet är flyttfåglar som flyger till Sydamerika. Amerikanska hägrar som lever från södra USA söderut är däremot stannfåglar.
Den amerikanska gråhägern är en mycket sällsynt gäst i Europa, med ett 40-tal fynd i Azorerna och enstaka i Storbritannien, Frankrike, Kanarieöarna och på Island.

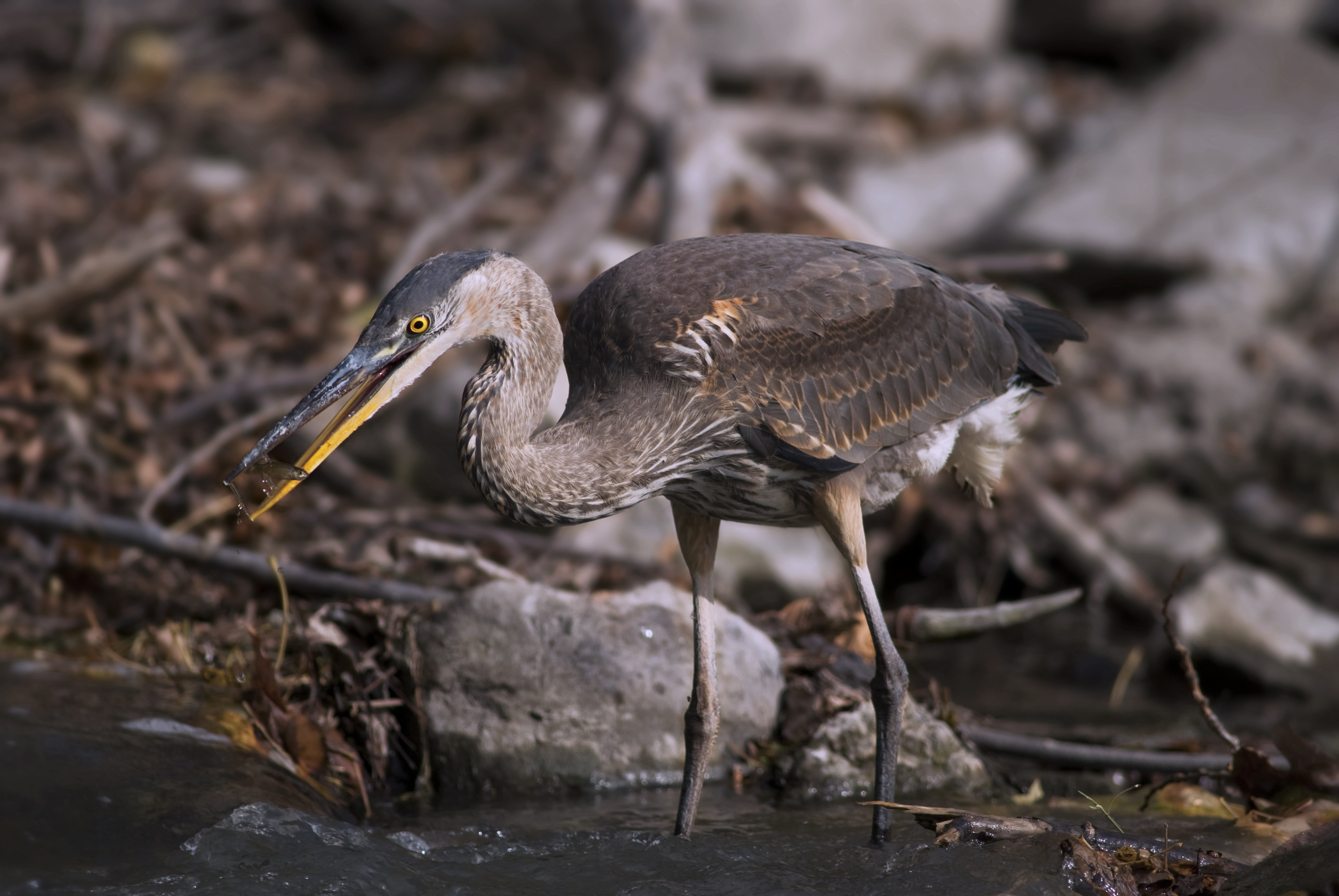
Amerikansk gråhäger med byte

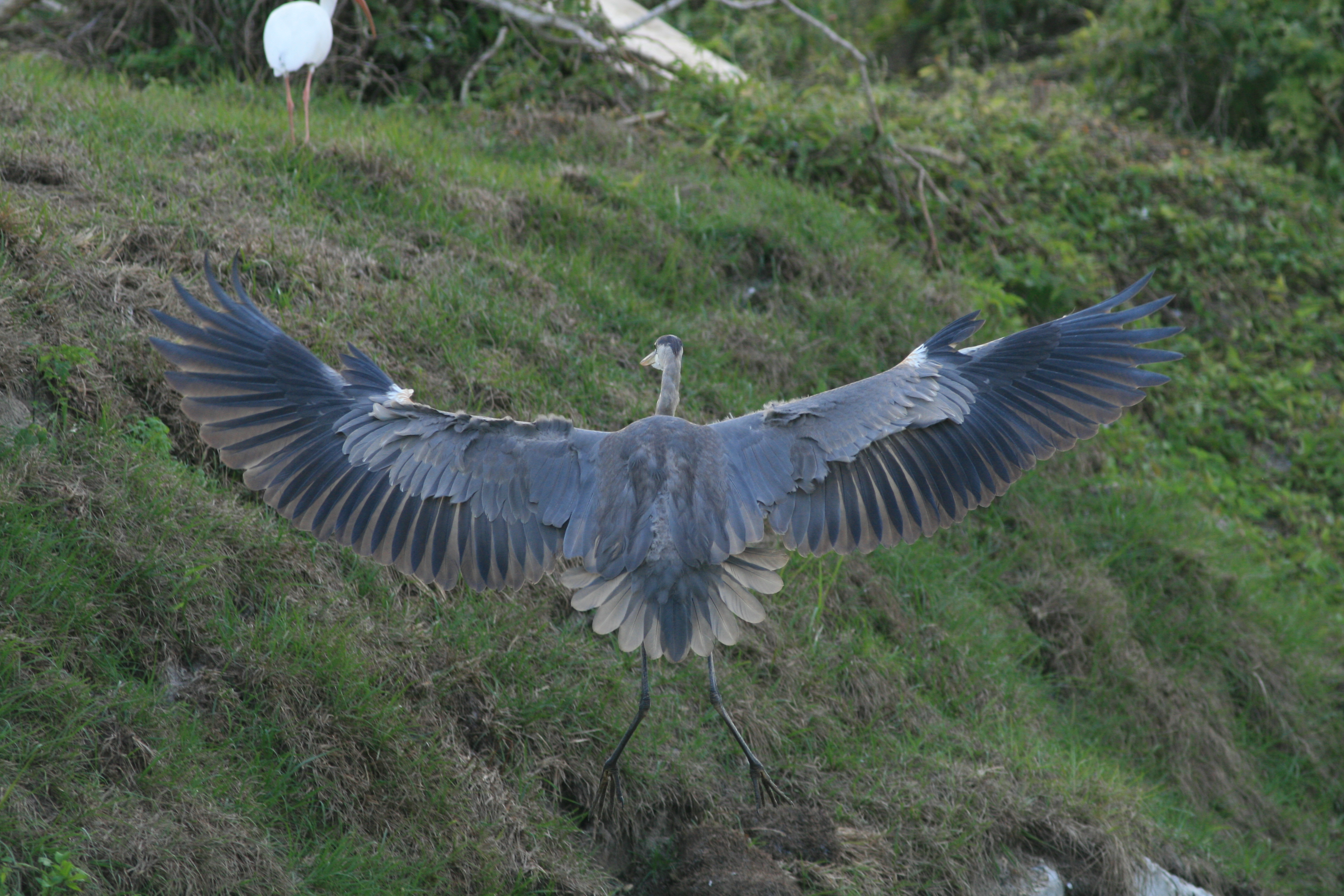
Vingspannet kan vara upp till två meter

Sedan 2021 urskiljer BirdLife International underarten occidentalis som den egna arten Ardea occidentalis.

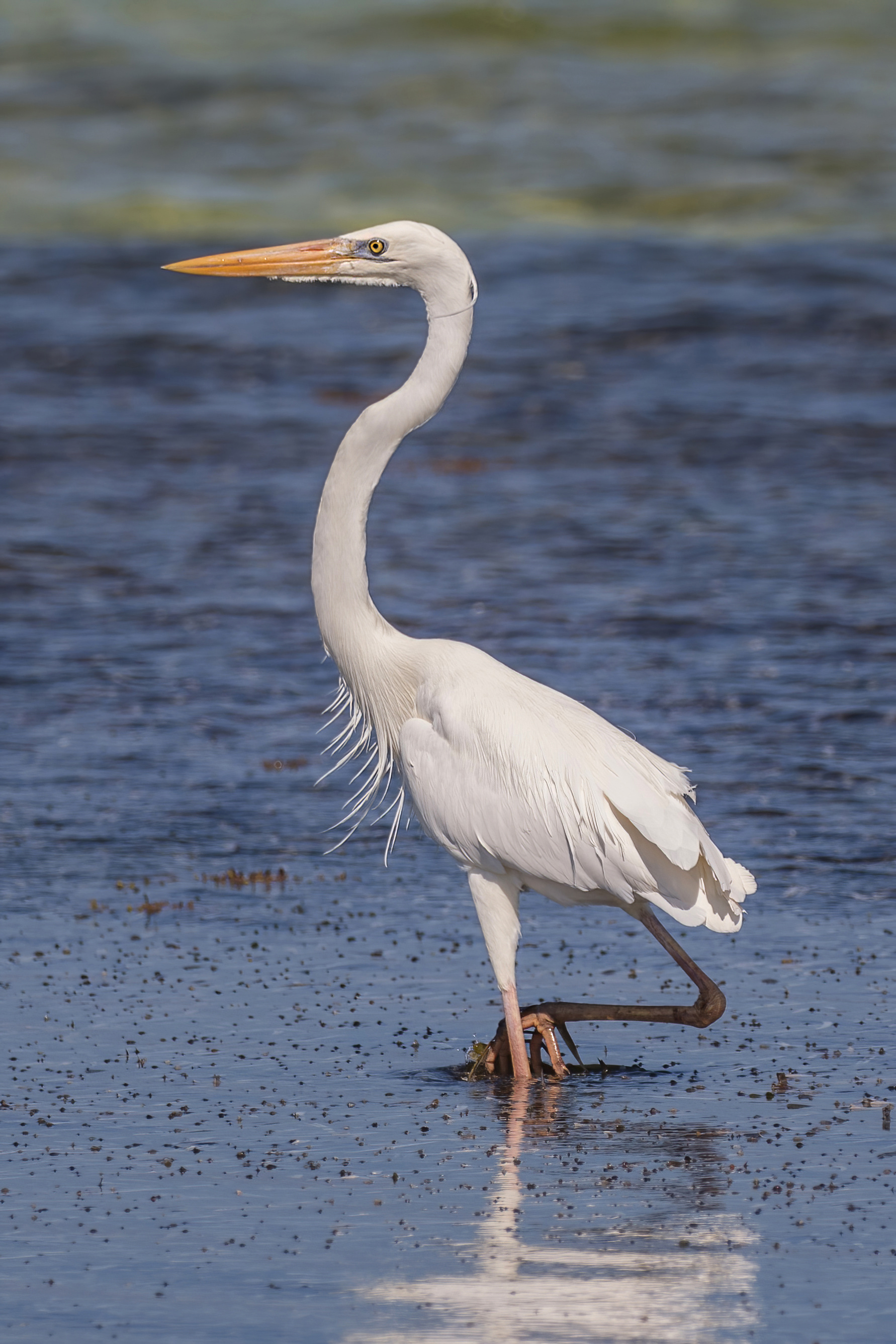
Den vita formen occidentalis, av vissa betraktad som egen art.

## Ekologi

### Häckning
Amerikansk gråhäger ruvar vanligen i kolonier på träd i anslut till sjöar eller våtmarker. Ofta lever även andra hägrar i kolonin som kan innehålla tusentals fåglar. Det stora boet som ibland ligger 40 meter över marken byggs av kvistar. Honan lägger tre till fem ljusblåa ägg son ruvas i 22-24 dagar. Ungfåglarna uppfostras av bägge föräldrar. Individerna burrar upp sig vid parningsleken, visar lämpliga kvistar för varandra och visar sina flygkonster.

### Föda
Fågelns föda som bland annat utgörs av fiskar, groddjur, ormar och mindre däggdjur hittas vanligen i vattnet. Hägern väntar passivt vid ett ställe eller går med långsamma steg. Bytet sväljs helt. Liksom den europeiska hägern jagar amerikansk häger gärna guldfiskar i trädgårdsdammar.

## Status och hot
Arten har ett stort utbredningsområde och en stor population, och tros öka i antal. Utifrån dessa kriterier kategoriserar internationella naturvårdsunionen IUCN arten som livskraftig (LC). IUCN urskiljer dock occidentalis som egen art och bedömer därför dess hotstatus separat, som starkt hotad.